# درک‌ادیهاز
دِرِک‌اِدْیْهاز (به مجاری:  Derekegyház) یک منطقهٔ مسکونی در مجارستان است که در ناحیه سنتش واقع شده‌است. درک‌ادیهاز ۵۳٫۷۹ کیلومتر مربع مساحت و ۱٬۵۸۴ نفر جمعیت دارد.